# Sarcolobus ritae
Sarcolobus ritae är en oleanderväxtart som beskrevs av P.I. Forster. Sarcolobus ritae ingår i släktet Sarcolobus och familjen oleanderväxter. Inga underarter finns listade i Catalogue of Life.